# Ер-Риф

Ер-Риф, Ер-Ріф (риф.: ⴰⵔⵔⵉⴼ, ⴰⵔⵉⴼ, трансліт. Arrif, Arif, араб. الريف) або просто Риф (Ріф) — гірський хребет на півночі Марокко. Розташований поряд з системою Атлаських гір. Найвища гора Тидигін (2456 м).

## Географія
Хребет розташований на березі Середземного моря (його назва і означає «берег») і дугою (Гібралтарська дуга) огинає південно-західне узбережжя моря Альборан. Ер-Риф тектонічно пов'язаний з Андалуськими горами.
Геологічно гори Риф належать до Гібралтарської дуги. Вони є продовженням Бетіцької системи Таким чином, Ер-Риф не є частиною гірської системи Атлас.
Хребет складений з карбонатних порід. Порізаний ущелинами численних річок. У південній частині — Марокканська Месета. Тут лежить місто Фес. Інші міста поряд з хребтом: Надор, Ель-Хосейма і Таза.